# .nfo

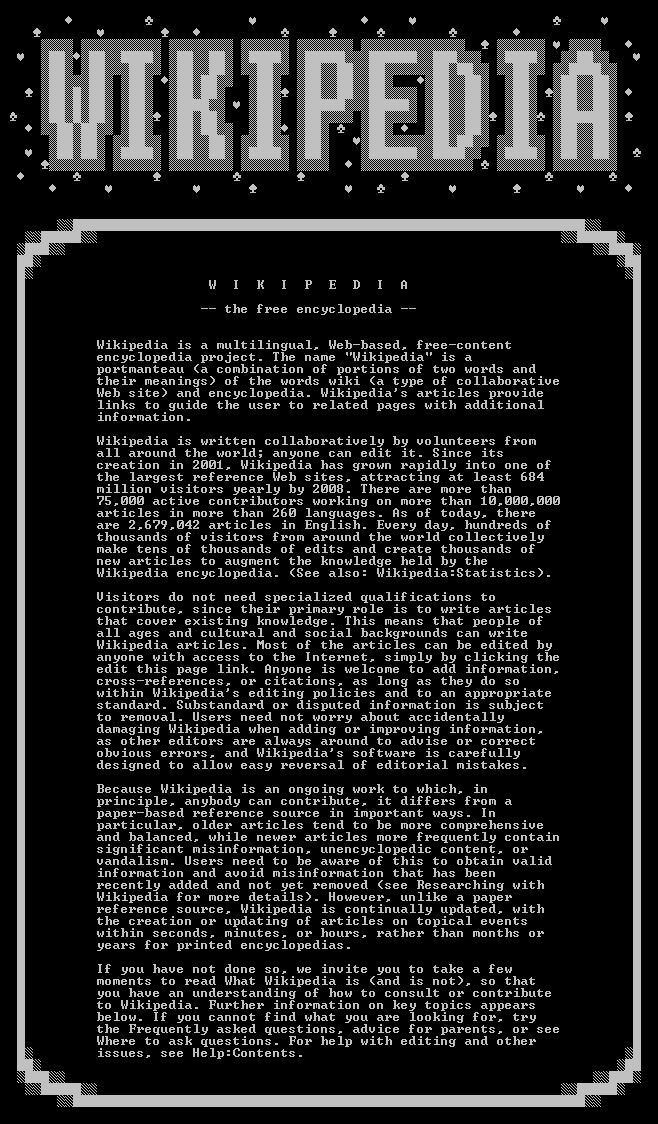
Exemple d'arxiu .nfo, basat en Wikipedia

.nfo (també escrit NFO) és una extensió d'arxiu que acompanya habitualment arxius warez inclosos en formats comprimits .zip o .rar. És un arxiu de text que es pot obrir amb el bloc de notes de Windows o altres similars (com DAMN NFO Viewer), en què generalment es troben les instruccions per al crack del programa que es vol utilitzar o informació sobre el DVD o CD piratejat, a més sol aparèixer també qui porgramà el crack i la pàgina web de l'equip que el va desenvolupar. Pot contenir només text o imatges fetes amb Art ASCII.
Moltes vegades, a l'hora d'obrir aquesta mena d'arxius, es detecten com a errors, ja que el format és equivalent a l'extensió .NFO dels arxius d'informació del sistema de Windows, els quals s'obren, normalment, amb l'aplicació "Informació del Sistema" inclosa en el sistema operatiu.
NFO també fa referència a les sigles en anglès News Feed Optimization, les quals fan referència a la manera d'optimitzar el contingut perquè ser rellevant i aparegui en el mur dels usuaris de Facebook.